# Korobitsynita
La korobitsynita és un mineral de la classe dels silicats, que pertany al grup de la nenadkevichita. Rep el nom en honor de Mikhail Fedorovich Korobitsyn (1928-1996), mineralogista i col·leccionista amateur que va fer contribucions significatives a les investigacions mineralògiques del complex alcalí de Lovozero.

## Característiques
La korobitsynita és un ciclosilicat de fórmula química Na₂(Ti,Nb)₂(Si₄O₁₂)(OH,O)₂·3-4H₂O. Cristal·litza en el sistema ortoròmbic. La seva duresa a l'escala de Mohs és 5.
Segons la classificació de Nickel-Strunz, la korobitsynita pertany a «09.CE - Ciclosilicats amb enllaços senzills de 4 [Si₄O₁₂]8- (vierer-Einfachringe), sense anions complexos aïllats» juntament amb els següents minerals: papagoïta, verplanckita, baotita, nagashimalita, taramel·lita, titantaramel·lita, barioortojoaquinita, byelorussita-(Ce), joaquinita-(Ce), ortojoaquinita-(Ce), estronciojoaquinita, estroncioortojoaquinita, ortojoaquinita-(La), labuntsovita-Mn, nenadkevichita, lemmleinita-K, kuzmenkoïta-Mn, vuoriyarvita-K, tsepinita-Na, karupmøllerita-Ca, labuntsovita-Mg, labuntsovita-Fe, lemmleinita-Ba, gjerdingenita-Fe, neskevaaraïta-Fe, tsepinita-K, paratsepinita-Ba, tsepinita-Ca, alsakharovita-Zn, gjerdingenita-Mn, lepkhenelmita-Zn, tsepinita-Sr, paratsepinita-Na, paralabuntsovita-Mg, gjerdingenita-Ca, gjerdingenita-Na, gutkovaïta-Mn, kuzmenkoïta-Zn, organovaïta-Mn, organovaïta-Zn, parakuzmenkoïta-Fe, burovaïta-Ca, komarovita i natrokomarovita.

## Formació i jaciments
Va ser descrita a partir de mostres de tres indrets diferents del massís de Lovozero (Rússia): la pegmatita Shomiokitovoe, i els monts Al·luaiv i Karnarsurt. També ha estat descrita a la pedreres d'Aris (Namíbia) i la pedrera Poudrette (Québec, Canadà).